# Perro de osos de Carelia
El karjalankarhukoira o perro de osos de Carelia es una raza de perro autóctona de Carelia y Finlandia. Tradicionalmente ha sido utilizada como raza de caza. Posee un característico pelaje de color blanco y negro y está perfectamente adaptado a las duras condiciones climáticas de esta zona de Escandinavia. 

## Origen
Se trata de una raza muy antigua. Normalmente vivía en Carelia y alrededor el lago Ladoga, entre Rusia y Finlandia. Se le puso este nombre porque no se quería destacar el carácter finés del perro, ya que parte de Carelia pertenecía a Rusia.

## Características físicas

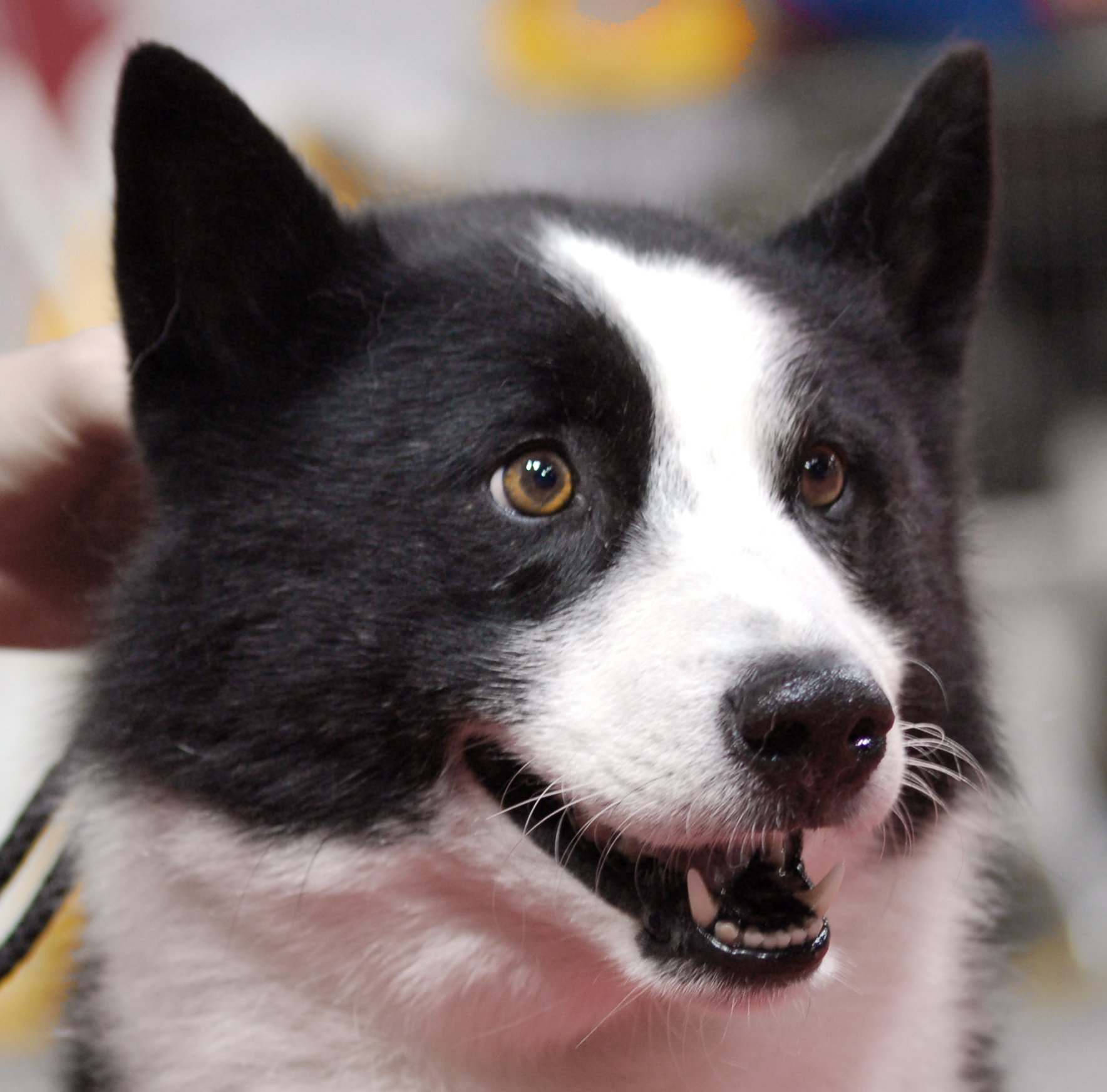
Los ojos de los Perros de osos de Carelia reflejan inteligencia

Es un perro de tamaño mediano, entre unos 50 y 60 cm, robusto y fuerte. Tiene las orejas redondeadas y rectas hacia arriba. El pelaje es abundante, semi largo y debajo de su pelo tiene otra capa de pelaje suave y espesa para soportar bajas temperaturas.
La cola está arqueada y es mediana. En cuanto al color, es negro con tonalidades pardas u opacas y tienen manchas blancas, sobre todo alrededor de la cabeza. En cuanto a su salud, es increíblemente fuerte y con una gran resistencia a la fatiga.

## Carácter
Es valiente, tenaz, ágil... En su país de origen los utilizaban para cazar, tanto osos como alces. Tiene una gran agudeza en cada uno de sus sentidos, característica que poseen muchos perros primitivos, pero el que tiene más desarrollado es el olfato y la vista. Actualmente es un perro de compañía y exposición, y gracias a sus sentidos es un excelente perro guardián. Es una raza amistosa y cariñosa con la familia y los niños, aunque un poco difícil de adiestrar.

## Razas semejantes
Laika ruso europeo
Spitz de Norrbotten ()
Spitz finlandés
Spitz japonés